# النوة (مسلسل)
النوة مسلسل مصري درامي اجتماعي، من إخراج محمد فاضل وتمثيل فردوس عبد الحميد وأحمد السقا وطلعت زكريا، يتناول حياة فتاة من الإسكندرية تتولى مسئولية تربية اخواتها وتعليمهم فتضطر للعمل بالتجارة ومواجهة العديد من المصاعب في سبيل الحفاظ على كيان الاسرة.